# Rasbrant

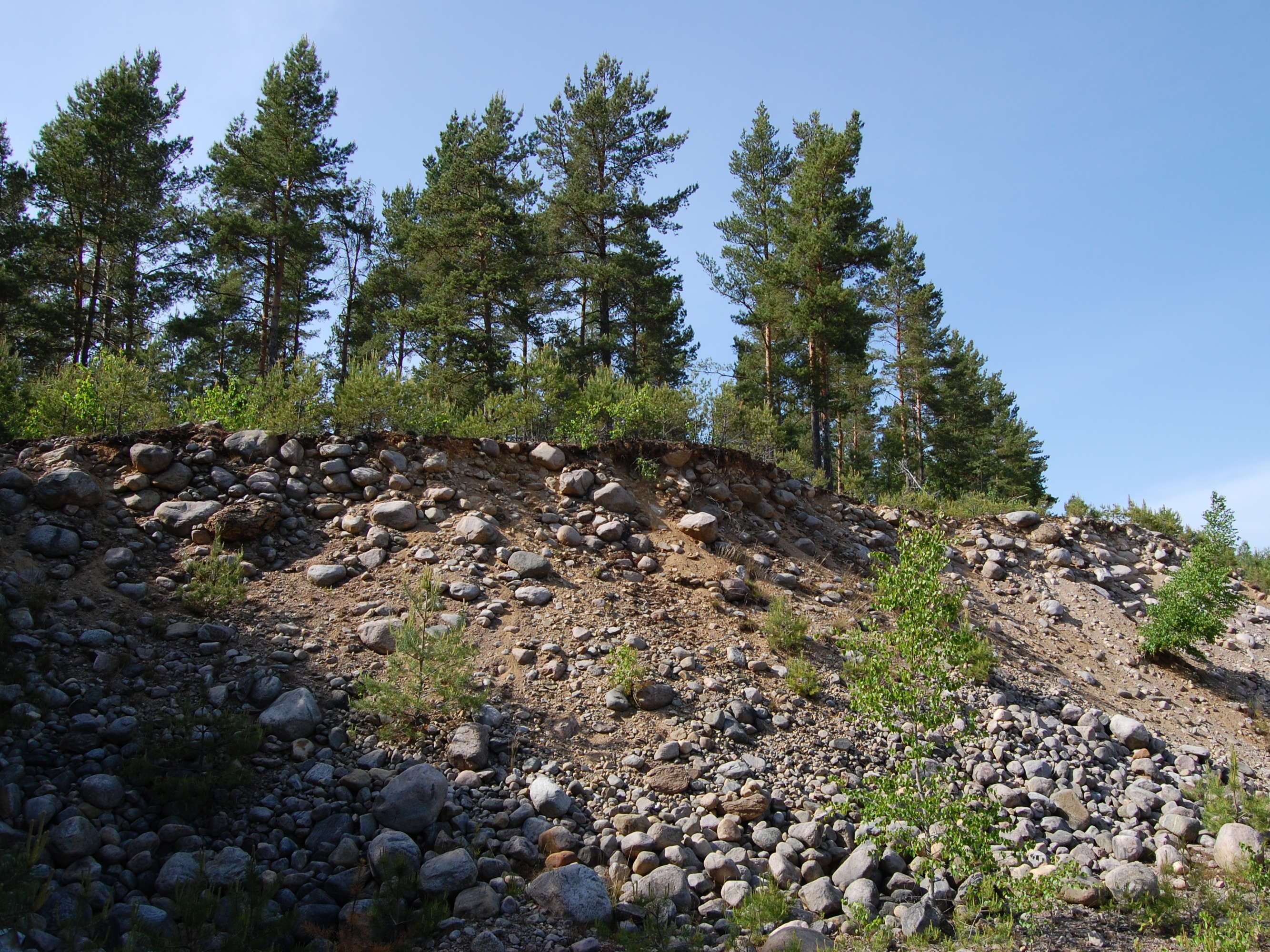
Typiskt för en rasbrant är att den är rik på stenblock.

En rasbrant är en blockrik bildning på en bergssluttning som kan vara skogklädd i varierande grad och vara mer eller mindre brant. Det behöver inte förekomma rasaktivitet i sluttningen för att den ska kallas för en rasbrant. Synonymer för rasbrant är blockbrant, blocksluttning, skravelmark, talusbrant eller bara brant.

## Källa
- Rasbrant - www.skogsstyrelsen.se